# IGoogle
iGoogle（アイ グーグル）はGoogleのサービスの1つで、カスタマイズ可能なAjaxベースのホームページまたはポータルサイトである。同様のサービスとしては、Netvibes、Alot.com、Pageflakes、My Yahoo!、MySurfPad、Live.comなどがある。2005年5月19日に公開され、当初はGoogle Personalized Homepage（日本語: パーソナライズド ホームページ）あるいはGoogle IGと称していた。フィードを追加することができ、Google Desktopと似たようなガジェットを追加することができる。
2007年4月30日、改称と同時に拡張され、2007年10月17日現在で42の言語で70以上の国のドメインにローカライズされている。
2013年11月1日16時（日本時間）をもってサービスが終了された。

## 機能

### ガジェット
iGoogleのガジェットはGoogle Gadgets APIを使い、ユーザーとやり取りできる。一部のガジェットはGoogle Desktop向けのものがそのままiGoogleでも使える。Google Gadgets APIは公開されており、誰でもガジェットを作ることができる。
GoogleはGadgets APIを使わなくとも作成できる特別なガジェット作成方法も公開している。自作のガジェットは例えば友人や家族と共有することができる。この特別なガジェットはオンラインのウィザードを使って作成するもので、次のいずれかのタイプになる。
- "Framed Photo" - 一連の写真を表示するガジェット
- "GoogleGram" - 特別な日替わりのメッセージを生成するガジェット
- "Daily Me" - ユーザーの現在の気分や感情を表示するガジェット
- "Free Form" - ユーザーがテキストや選択した画像を入力できるガジェット
- "YouTube Channel" - YouTubeチャンネルからのビデオ画像を表示するガジェット。
- "Personal List" - アイテムの一覧を作成できるガジェット。
- "Countdown" - カウントダウンタイマー。

他に、開発者が作成したガジェットとして次のようなものがある。
- "Meteo-si" - 指定した地域の現在の天気と天気予報を表示する。
- "Ebay gadget" - eBayでユーザーの気に入るようなアイテムを検索する。

2009年初め、iGoogleはホームページの脇にチャットボックスを設置した。これによりGmailユーザーが gmail.com に行くことなくホームページでチャットできるようになった。

### テーマ
iGoogleでは、ユーザーはその見た目を各種テーマから選択できる。その一部はGoogle内で設計されたもので、他はユーザーが設計したものである。
2008年4月、Googleはプロのアーティストが作成したテーマを提供するようになっている。

## iGoogleにおける実験
2008年7月8日、GoogleはiGoogleの新機能や新デザインをある期間だけ試行することを発表した。この実験の対象として選ばれた人がログインすると、概要が表示され、フォーラムに誘導され、対照実験のため実験から抜ける方法はないことが説明された。さらに、この実験がどれだけ続くのかも明らかにされなかった。このため実験対象とされた人々には不満が続出した。
2008年10月16日、Googleはその新バージョンをリリースし、古いフォーマットは使われなくなった。このリリースには当初チャット用ウィジェットは含まれていなかった。この新バージョンの目的はOpenSocial対応とされており、新たなキャンバスビュー方式はそこで重要な役割を果たすという。
翌10月17日、InformationWeek誌は、意見をよくいうユーザーからはこの変更について不満が出ているとレポートしている。同誌はユーザーの多くが変化を強いられたくないと思っており、これが特定のサービスプロバイダの管理下にあるクラウドソフトウェアの抱える普遍的問題だとしている。
iGoogleのURLの最後に "?gl=all" を付けると従来のレイアウトになるというワークアラウンドが発見されたが、2009年6月4日にはこのワークアラウンドも機能しなくなった。数日後、新たなワークアラウンドとしてURLの最後に "?hl=all" を付けるという方法が見つかった。ただし、一部のリンクがホームページから消える。